# Ezequiel Lavezzi
Ezequiel Lavezzi (Villa Gobernador Gálvez, Argentína, 1985. május 5. –) olimpiai bajnok, világbajnoki ezüstérmes argentin labdarúgó.
Beceneve El Pocho, ami nagyjából annyit tesz: A Tömzsi.
Pályafutása legjobb éveit klubszinten a Napolinál, illetve a Paris Saint-Germainnél töltötte. Előbbi csapattal a 2011–12-es idényben megnyerte az olasz kupát, a francia klubbal pedig négyszeres francia bajnok, kétszeres ligakupa és szuperkupa-győztes, valamint egyszeres kupa-győztes lett.
Az argentin válogatottal 2008-ban olimpiai bajnok lett, 2014-ben pedig világbajnoki döntőt játszhatott a nemzeti csapattal. Összesen 51 alkalommal szerepelt a címeres mezben.

## Pályafutása

### Korai évek
Lavezzi az Argentína Santa Fe tartományában található Villa Gobernador Gálvez nevű kisvárosban született. A közeli Rosario két híres csapata közül a Centralnak kezdett szurkolni, melynek címerét mai napig a hátára tetoválva viseli. Utánpótlás éveinek nagy részét a Buenos Aires-i Boca Juniors korosztályos csapataiban töltötte. 17 éves korában azonban nézeteltérései támadtak a klubvezetéssel, így egy időre felhagyott a labdarúgással, és apjának segítve villanyszerelőként dolgozott. Később próbajátékon vett részt a harmadosztályú Estudiantes de Buenos Airesnél, ahol meg is felelt, így a csapat színeiben játszotta első felnőtt mérkőzését. Összesen 39 meccsen lépett pályára, melyeken 17 gólt szerzett. Ez a teljesítmény bekerült a Genoa játékosmegfigyelőinek noteszébe is, az olasz csapat pedig 2004-ben 1 millió euróért le is szerződtette.

### Genoa
Bár tehetsége vitathatatlan volt, mivel az argentin harmadosztályból érkezett és mindössze 19 éves volt, a Genoa kölcsönadta az argentin élcsapatnak számító San Lorenzónak. Lavezzi itt hamar nevet szerzett magának és a gárda egyik vezéregyéniségévé vált. A Genoa megnyerte a Serie B 2004–05-ös kiírását, így az út a Serie A-ba egyenesnek tűnt a számára. A csapatot azonban bundagyanú miatt kizárták, és visszasorolták a harmadosztályba. Az ezáltal komoly anyagi gondokkal szembenézni kényszerülő Genoa így kénytelen volt megválni néhány játékostól, többek között Lavezzitől is. A San Lorenzo 1,2 millió eurót fizetett a csatár végleges megszerzéséért.

### San Lorenzo
Teljes jogú átigazolását követően két további évet töltött el a Buenos Aires-i csapatnál, mellyel megnyerte a 2007-es Clausurát. 2005 és 2007 között 55 meccsen összesen 16-szor vette be az ellenfelek kapuját.

### Napoli
2007-ben aztán egy másik nagy múltú, a Serie A-ba éppen visszatérő csapat igazolta le, nevezetesen a Napoli. Értéke - remek teljesítménye miatt - megnőtt, azonban a dél-olaszok így is csupán 6 millió eurót fizettek érte. Nápolyban hamar a közönség elsőszámú kedvencévé vált, a 2010-ben összeállt Hamsik–Lavezzi–Cavani trió pedig a Serie A legújabbkori történetének egyik leghatékonyabb támadórészlegévé vált.
Lavezzi leigazolásakor a 7-es számú mezt kapta, melyet később 22-re cserélt, amikor üdvözlésképpen felajánlotta azt a 2010 nyarán szerződtetett Cavaninak. Mezszámmal kapcsolatos érdekesség még, hogy a Nápolyban szinte istenként tisztelt Diego Maradona megkérte Lavezzit, hogy viselje az ő tiszteletére visszavonultatott 10-es számú mezt. A szentségtöréssel felérő kérést a csatár természetesen nem teljesítette.
2012. május 20-án a Juventus elleni olasz kupa döntőben ő lőtte a Napoli első gólját, és végül 2–0-ra győztek, húsz év után újra trófeát nyerve a klubnak.

### Paris Saint-Germain
2012. július 2-án bejelentésre került, hogy Lavezzit megszerezte a Paris Saint-Germain, mezszáma a 11-es lett. 26 millió eurót fizettek érte. Elszerződésével újabb nagy sztárt igazolt Olaszországból a francia klub. Augusztus 11-én debütált a Lorient ellen, első góljait pedig a UEFA-bajnokok ligájában, a Dinamo Kijev ellen szerezte. Első bajnoki gólját az Eviannak lőtte, december 8-án. 2013 februárjában fontos gólt lőtt a Valencia elleni idegenbeli mérkőzésen. Végül a negyeddöntőig jutottak a nemzetközi porondon, otthon viszont nem talált legyőzőre a párizsi csapat. Az elkövetkező években minden hazai trófeát megnyertek legalább egyszer. Lavezzi 2015-ben kevesebb lehetőséget kapott az Zlatan Ibrahimovic–Edinson Cavani páros mögött, de így is voltak fontos góljai.

### Hopej China
2016. február 17-én kétéves szerződést írt alá a kínai szuperligában szereplő Hopej China Fortune csapatával. Mivel 2016 júniusában a válogatottal volt a Copa Américán, ahol megsérült, ezért az első kínai idényében csupán 10 bajnokin játszott.
2019. november 27-én megszerezte utolsó gólját  a csapat színiben a Kuangcsou Evergrande elleni 3–1-re elvesztett mérkőzésen. Röviddel a találkozó után bejelentette visszavonulását a profi labdarúgástól mint klub, mint válogatott szinten.

### A válogatottban
Többszörös argentin korosztályos válogatott. 2007. április 18-án debütált egy Chile elleni meccsen az argentin felnőtt válogatottban.

## Statisztika

### Klubokban
2019. november 27-én frissítve.
| Klub                        | Szezon           | Liga             | Liga  | Liga | Kupa  | Kupa | Ligakupa | Ligakupa | Nemzetközi | Nemzetközi | Egyéb | Egyéb | Összesen | Összesen |
| Klub                        | Szezon           | Bajnokság        | Meccs | Gól  | Meccs | Gól  | Meccs    | Gól      | Meccs      | Gól        | Meccs | Gól   | Meccs    | Gól      |
| --------------------------- | ---------------- | ---------------- | ----- | ---- | ----- | ---- | -------- | -------- | ---------- | ---------- | ----- | ----- | -------- | -------- |
| Estudiantes de Buenos Aires | 2003–04          | Primera B        | 39    | 17   | —     | —    | —        | —        | —          | —          | —     | —     | 39       | 17       |
| Estudiantes de Buenos Aires | Összesen         | Összesen         | 39    | 17   | —     | —    | —        | —        | —          | —          | —     | —     | 39       | 17       |
| San Lorenzo                 | 2004–05          | Primera División | 29    | 9    | —     | —    | —        | —        | 9          | 0          | —     | —     | 37       | 9        |
| San Lorenzo                 | 2005–06          | Primera División | 22    | 9    | —     | —    | —        | —        | —          | —          | —     | —     | 22       | 9        |
| San Lorenzo                 | 2006–07          | Primera División | 33    | 7    | —     | —    | —        | —        | 5          | 1          | —     | —     | 38       | 8        |
| San Lorenzo                 | Összesen         | Összesen         | 84    | 25   | —     | —    | —        | —        | 14         | 1          | —     | —     | 97       | 26       |
| Napoli                      | 2007–08          | Serie A          | 35    | 8    | 5     | 3    | —        | —        | —          | —          | —     | —     | 40       | 11       |
| Napoli                      | 2008–09          | Serie A          | 30    | 7    | 1     | 0    | —        | —        | 3          | 1          | —     | —     | 34       | 8        |
| Napoli                      | 2009–10          | Serie A          | 30    | 8    | 1     | 1    | —        | —        | —          | —          | —     | —     | 31       | 9        |
| Napoli                      | 2010–11          | Serie A          | 31    | 6    | 1     | 1    | —        | —        | 9          | 2          | —     | —     | 41       | 9        |
| Napoli                      | 2011–12          | Serie A          | 30    | 9    | 4     | 0    | —        | —        | 8          | 2          | —     | —     | 42       | 11       |
| Napoli                      | Összesen         | Összesen         | 156   | 38   | 12    | 5    | —        | —        | 20         | 5          | —     | —     | 188      | 48       |
| Paris Saint-Germain         | 2012–13          | Ligue 1          | 28    | 3    | 4     | 3    | 1        | 0        | 9          | 5          | —     | —     | 42       | 11       |
| Paris Saint-Germain         | 2013–14          | Ligue 1          | 32    | 9    | 1     | 1    | 4        | 0        | 10         | 2          | 1     | 0     | 48       | 12       |
| Paris Saint-Germain         | 2014–15          | Ligue 1          | 31    | 8    | 5     | 1    | 3        | 0        | 8          | 0          | 0     | 0     | 45       | 9        |
| Paris Saint-Germain         | 2015–16          | Ligue 1          | 16    | 2    | 1     | 0    | 3        | 1        | 4          | 0          | 0     | 0     | 24       | 3        |
| Paris Saint-Germain         | Összesen         | Összesen         | 107   | 22   | 11    | 5    | 11       | 1        | 31         | 7          | 1     | 0     | 161      | 35       |
| Hopej China Fortune         | 2016             | Kínai Szuperliga | 10    | 0    | 0     | 0    | —        | —        | —          | —          | —     | —     | 10       | 0        |
| Hopej China Fortune         | 2017             | Kínai Szuperliga | 27    | 20   | 0     | 0    | —        | —        | —          | —          | —     | —     | 27       | 20       |
| Hopej China Fortune         | 2018             | Kínai Szuperliga | 26    | 12   | 1     | 0    | —        | —        | —          | —          | —     | —     | 27       | 12       |
| Hopej China Fortune         | 2019             | Kínai Szuperliga | 11    | 3    | 0     | 0    | —        | —        | —          | —          | —     | —     | 11       | 3        |
| Hopej China Fortune         | Összesen         | Összesen         | 74    | 35   | 1     | 0    | —        | —        | —          | —          | —     | —     | 75       | 35       |
| Karrier összesen            | Karrier összesen | Karrier összesen | 460   | 137  | 24    | 10   | 11       | 1        | 65         | 13         | 1     | 0     | 560      | 161      |

### A válogatottban
2016. június 21-én frissítve.
| Nemzet    | Év       | Meccs | Gól |
| --------- | -------- | ----- | --- |
| Argentína | 2007     | 2     | 0   |
| Argentína | 2008     | 1     | 0   |
| Argentína | 2009     | 3     | 0   |
| Argentína | 2010     | 3     | 0   |
| Argentína | 2011     | 7     | 2   |
| Argentína | 2012     | 4     | 0   |
| Argentína | 2013     | 8     | 2   |
| Argentína | 2014     | 9     | 0   |
| Argentína | 2015     | 11    | 3   |
| Argentína | 2016     | 3     | 2   |
| Összesen  | Összesen | 51    | 9   |

## Sikerei, díjai

### Klubokban
San Lorenzo
- Argentin bajnok: 2007 Clausura

Napoli
- Olasz kupa: 2011–12

Paris Saint-Germain
- Francia bajnok: 2012–13, 2013–14, 2014–15, 2015–16
- Francia ligakupa: 2013–14, 2014–15
- Francia kupa: 2014–15
- Francia szuperkupa: 2013, 2014

### A válogatottban
Argentína
- Olimpiai bajnok: 2008
- Világbajnokság döntős: 2014
- Copa América döntős: 2015

## Fordítás
- Ez a szócikk részben vagy egészben  az   Ezequiel Lavezzi című angol Wikipédia-szócikk fordításán alapul.  Az eredeti cikk szerkesztőit annak laptörténete sorolja fel. Ez a jelzés csupán a megfogalmazás eredetét és a szerzői jogokat jelzi, nem szolgál a cikkben szereplő információk forrásmegjelöléseként.